# Нарывник Шеффера
Нарывник Шеффера (лат. Cerocoma schaefferi) — вид жуков-нарывников из подсемейства Meloinae. Распространён в Центральной и Южной Европе, юге Европейской части России, на севере Кавказа и от Турции северо-западнее до западного Казахстана, и в Северной Африке. Вредительствует сельскохозяйственным культурам. Личинки развиваются в гнёздах различных Sphecidae. Длина тела имаго 8—15 мм. Тело блестящее. Ноги жёлтые с тёмными основаниями бёдер и иногда вершинами голеней.

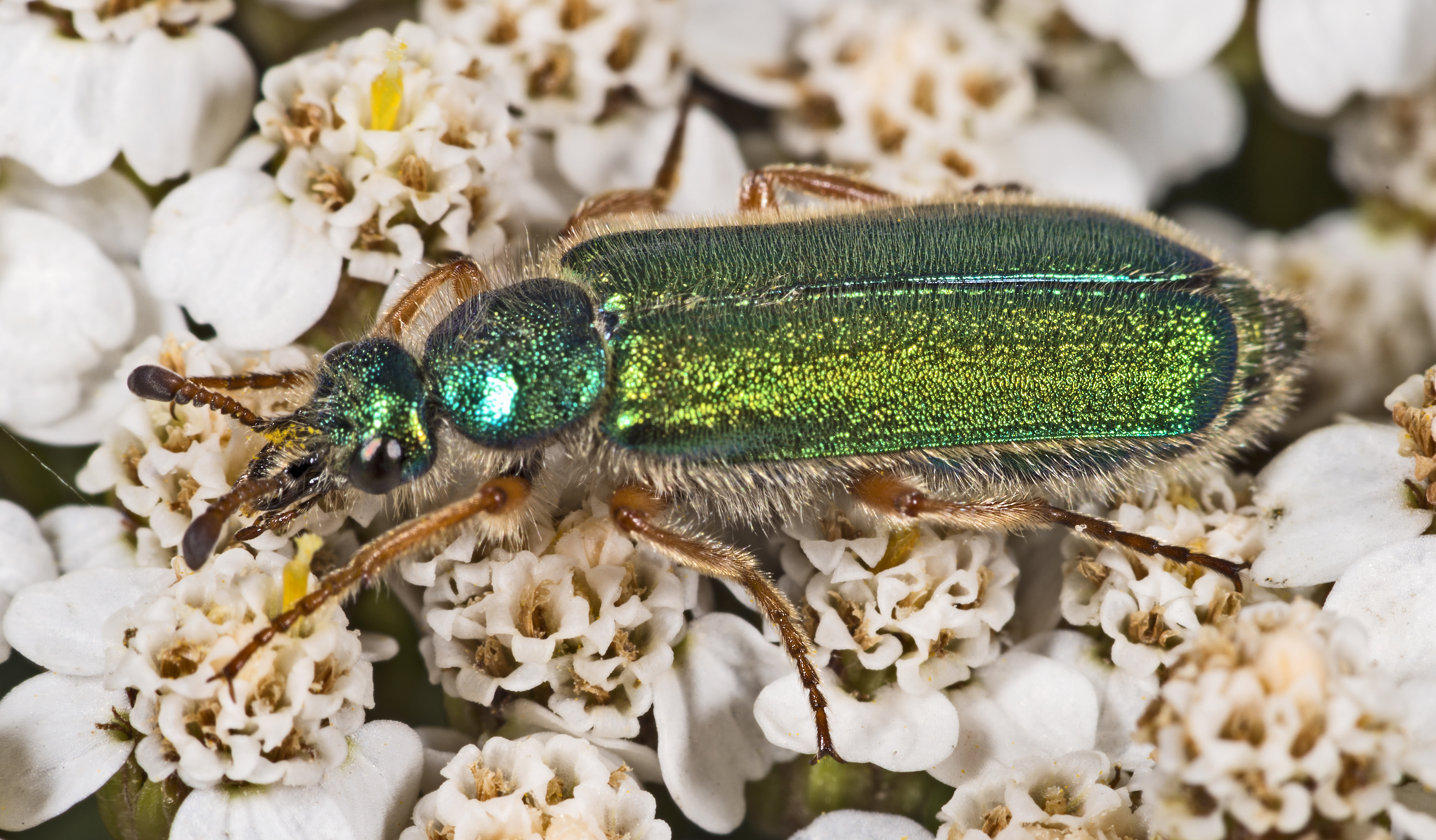
♀
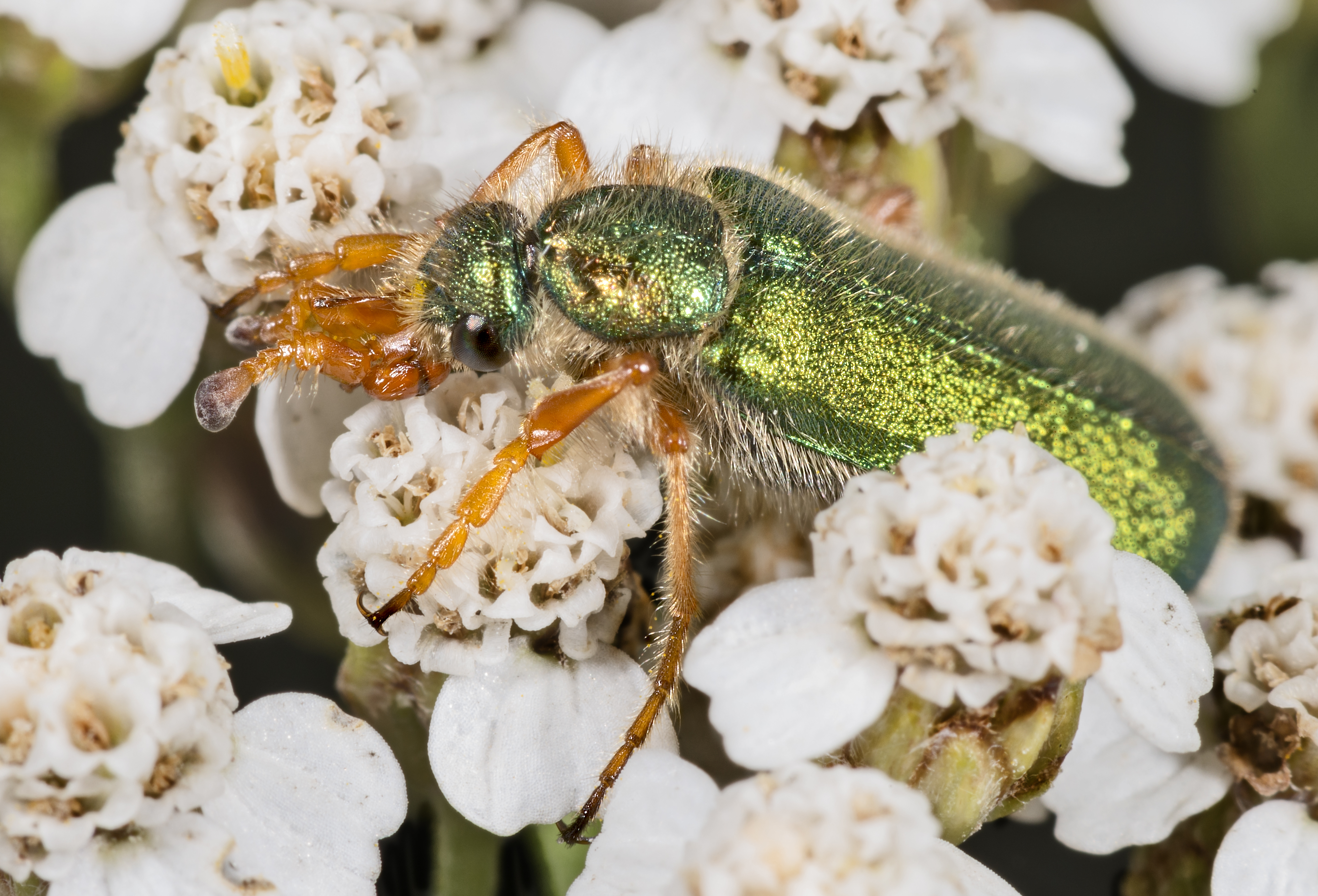
♂
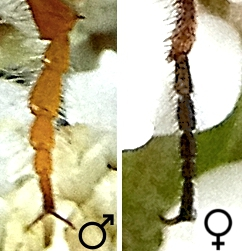